# آیانیس
آیانیس، یا روساخینیلی [Rusahinili] (به ارمنی Այանիս - به انگلیسی Ayanıs)، در ۳۵ کیلومتری شمال شهر وان، در شمال غرب روستای آگارتی و ساحل شرقی دریاچه وان قرار دارد، با آغاز قدرت گرفتن مادها در ۶۷۳ قبل از میلاد و استقرار سکاها در حوزهٔ رود کر و جنوب رودخانهٔ ارس به دستور روسای دوم بر بالای بلندی «ایدورو»، ساخته شد.

## آیانیس
روسای دوم، که نگران افزایش قدرت روزافزون مادها و هجوم سکاها بود، اقدام به تقویت مناطق مرزی کرد. او برای تقویت موقعیت دو پایتخت اورارتو در ساحل شرقی دریاچهٔ وان، یعنی شهرهای روساخینیلی (که امروزه توپراق‌قلعه نام دارد) و توشپا، قلعه آیانیس را در شمال آنها را بنا کرد. آیانیس پس از درگذشت روسای دوم و در نخستین سال به حکومت رسیدن ساردوری سوم بر اثر حملهٔ سکاها سقوط کرده و به آتش کشیده شده است.
قلعه آیانیس در بالای تپه‌ای مرتفع بنا شده که ۱٬۸۶۶ متر از سطح دریاهای آزاد ارتفاع دارد و طول و عرض آن ۴۰۰ × ۱۵۰ متر است. خانه‌های مسکونی، که در اطراف قلعه به خصوص دامنهٔ جنوبی آن قرار داشته‌اند، حدود هشتاد هکتار وسعت دارند.